# Gherardo Aldobrandeschi
Gherardo Aldobrandeschi (fl. X secolo) è stato un nobile italiano, conte della dinastia degli Aldobrandeschi nel X secolo.
Gherardo ebbe il titolo di conte sulla Tuscia meridionale e fu conte di sacro palazzo sotto Berengario II.
Fu figlio del conte e marchese Ildebrando III e fratello maggiore di Lamberto.
Ebbe almeno due figli: il conte Rodolfo, e Ildebrando, capostipite del ramo dei conti di Suvereto.